# 고은영
고은영(1985년 1월 3일 ~ )은 대한민국의 개그우먼이다.

## 학력
- 예일여자고등학교
- 서울예술대학교 국악과

## 출연 작품
- 《웃찾사 시즌 1》 (SBS)
- 《개그투나잇》 (SBS)
- 《웃찾사 시즌 2》 (SBS)